# Singleness
Singleness ist ein Musikalbum von Howard Riley. Die 1974 in den EMI Studios in London entstandenen Aufnahmen erschienen 2001 auf dem Label Jazzprint.

## Hintergrund
Singleness war das erste in der langen Reihe der Soloalben, die der Pianist Howard Riley ab den 1970er-Jahren einspielte. Offensichtlich hat das Label, das dieses Album ursprünglich 1974 herausbringen sollte, vor seiner Veröffentlichung seine Geschäftstätigkeit aufgegeben, und die Aufnahme wurde erst im Jahr 2001 veröffentlicht.

## Titelliste
- Howard Riley: Singleness (Jazzprint JPVP110CD)[2]

1. Imprint Eight 4:16
2. Retrospective 2:55
3. Item 4:57
4. Boeotian 4:17
5. Inside 3:21
6. Project 4:53
7. Gypsum 4:50
8. Glancing 2:02
9. Ice 4:24
10. Chained Melody 4:47

Die Kompositionen stammen von Howard Riley.

## Rezeption
Steve Loewy verlieh dem Album in Allmusic vier Sterne und schrieb, die Stücke hätten den Test der Zeit überstanden und würden auch viele Jahre später immer noch frisch klingen. Auf diesen zehn relativ kurzen improvisierten Stücken habe Riley einiges zu bieten. Riley war ein wichtiger Teil der florierenden britischen Free-Improvisationsszene, und obwohl er von anderen, wie etwa seinem britischen Pianistenkollegen Keith Tippett, etwas in den Schatten gestellt worden sei, zeige dieses Album, warum Riley es verdiene, bekannter zu werden. Riley, der eine Art Mittelweg bei den freien Improvisatoren einnehme, sei in der Lage, hart zu swingen, ohne seinen Abstraktionsinstinkt zu beeinträchtigen, wie das unterhaltsame, aber intensive „Project“ oder das ebenso beeindruckende „Gypsum“ bewiesen.
Der Geist von Thelonious Monk war nicht weit entfernt, als diese wunderbare Aufnahme entstand, schrieben Richard Cook & Brian Morton (The Penguin Guide to Jazz), dem sie dreieinhalb Sterne verliehen. Riley sei immer noch hörbar mit dem Idiom des Bebop verbunden, insbesondere auf dem bluesgetränkten „Item“ und dem passend betitelten „Retrospective“, das die Konventionen des Bop-Pianos aufgreife.